# Adrian Dantley
Adrian Delano Dantley, född 28 februari 1956 i Washington, D.C., är en amerikansk före detta basketspelare och baskettränare. Han tog emot utmärkelsen NBA Rookie of the Year Award år 1976; denna utmärkelse fick hans lagkamrater från OS-laget Walter Davis och Phil Ford åren efter.

## Landslagskarriär
Adrian Dantley var med och tog OS-guld 1976 i Montréal. Detta var USA:s åttonde guld i herrbasket i olympiska sommarspelen.

## Lag
- Buffalo Braves (1976–1977)
- Indiana Pacers (1977)
- Los Angeles Lakers (1977–1979)
- Utah Jazz (1979–1986)
- Detroit Pistons (1986–1989)
- Dallas Mavericks (1989–1990)
- Milwaukee Bucks (1990–1991)